# Georges Ribemont-Dessaignes
Georges Ribemont-Dessaignes (ur. 19 czerwca 1884 w Montpellier, zm. 9 lipca 1974 w Saint-Jeannet) – francuski pisarz i malarz związany z ruchem dadaistycznym.
Zostawił obrazy, sztuki teatralne, i libretta operowe. Przyczynił się do rozwoju ruchu dadaistycznego i surrealistycznego. Do prac Ribemont-Dessaignesa należą Władca Chin (1916), Niemy Kanarek (1919) i libretto operowe Płaczący nóż (1926) Trzy życzenia (1926) z muzyką czeskiego kompozytora Bohuslava Martinů. Napisał też książki L'Autruche aux yeux clos (1924), Ariane (1925), Le Bar du lendemain 1927), Céleste Ugolin (1928), oraz Monsieur Jean ou l'Amour absolu (1934).